# Trichogramma dendrolimi
Trichogramma dendrolimi är en stekelart som beskrevs av Shonen Matsumura 1926. Trichogramma dendrolimi ingår i släktet Trichogramma och familjen hårstrimsteklar. Inga underarter finns listade i Catalogue of Life.